# Phyllostachys circumpilis
Phyllostachys circumpilis là một loài thực vật có hoa trong họ Hòa thảo. Loài này được C.Y.Yao & S.Y.Chen miêu tả khoa học đầu tiên năm 1980.